# خواكين باز
خواكين باز (بالإسبانية: Joaquín Paz) هو لاعب اتحاد الرغبي أرجنتيني، ولد في 20 أكتوبر 1993 في قرطبة في الأرجنتين.

## وصلات خارجية
- خواكين باز على موقع سلسلة سباعيات الرغبي العالمية - رجال (الإنجليزية)
- خواكين باز عل موقع إسبنسكروم (الإنجليزية)
- خواكين باز على موقع ItsRugby.co.uk (الإنجليزية)